# Evangelisch-Lutherische Kirche in Oldenburg
Die Evangelisch-Lutherische Kirche in Oldenburg mit Sitz in Oldenburg (Oldenburg) ist eine von 20 Landeskirchen, die die Evangelische Kirche in Deutschland (EKD) bilden. Wie alle Landeskirchen ist sie eine Körperschaft des öffentlichen Rechts. 390.072 Evangelische (36,0 % der Gesamtbevölkerung; Stand: Dezember 2020) in 116 Kirchengemeinden sind Mitglieder der Kirche. Sie gehört zu den lutherischen Kirchen innerhalb der EKD; gleichwohl ist sie nicht Mitglied der Vereinigten Evangelisch-Lutherischen Kirche Deutschlands (VELKD), wohl aber im Lutherischen Weltbund. Bei der VELKD hat sie Gaststatus. Die Landeskirche gehört ferner zur Konföderation evangelischer Kirchen in Niedersachsen und zur Gemeinschaft Evangelischer Kirchen in Europa.
Die Lambertikirche in Oldenburg ist die Predigtkirche („Bischofskirche“) des Bischofs der Ev.-Luth. Kirche in Oldenburg. Die Landeskirche unterhält in Rastede das Evangelische Bildungshaus und Ev. Bildungszentrum (EBZ) der Landeskirche, eine Bibelgesellschaft und weitere Einrichtungen. Beim früher gemeinsam mit der Evangelisch-lutherischen Landeskirche Hannovers betriebenen Pastoralkolleg in Loccum wurde mittlerweile (Stand November 2024) der Trägerkreis um die Evangelisch-Lutherische Landeskirche Schaumburg-Lippe erweitert und die Einrichtung als Pastoralkolleg Niedersachsen geführt.

## Gebiet der Landeskirche
Das Gebiet der Evangelisch-Lutherischen Kirche in Oldenburg umfasst im Wesentlichen den Hauptteil des ehemaligen Landes Oldenburg, also das Kernland ohne die damaligen Landesteile Lübeck und Birkenfeld. Das ehemalige Land Oldenburg wurde 1946 Bestandteil des Landes Niedersachsen. Änderungen der Gemeinde- und Kreisgrenzen, die nach 1946 vorgenommen wurden, haben sich auf das Gebiet der Landeskirche Oldenburg nicht ausgewirkt.
Vollständig zum Gebiet der Landeskirche gehören heute die kreisfreien Städte Oldenburg (Oldb), Delmenhorst und Wilhelmshaven sowie die Landkreise Ammerland, Cloppenburg, Vechta und Wesermarsch.
Nicht zur Landeskirche Oldenburg gehören:
- im Landkreis Vechta der Ortsteil Vörden der Gemeinde Neuenkirchen-Vörden
- im Landkreis Friesland der Ortsteil Gödens der Gemeinde Sande (Friesland) und
- im Landkreis Oldenburg die Samtgemeinde Harpstedt.

Anderen Landkreisen zugeordnet wurden nach 1946 die folgenden Teile der Landeskirche Oldenburg:
- der Ortsteil Idafehn der Gemeinde Ostrhauderfehn im Landkreis Leer
- ein Teil der Gemeinde Loxstedt im Landkreis Cuxhaven und
- ein Teil der Gemeinde Stuhr im Landkreis Diepholz.

## Geschichte
Die Geschichte der Landeskirche ist untrennbar mit der Geschichte des Landes Oldenburg verbunden. Im Gebiet der Grafschaft Oldenburg wurden wohl 1527 erstmals in den Gottesdiensten deutsche Kirchenlieder gesungen und Predigten im Sinne Luthers gehalten. Obwohl sich die lutherische Reformation immer weiter durchsetzte, kam es zu keinen rechtlichen Regelungen. Dies änderte sich erst mit der Einführung der ersten Oldenburger Kirchenordnung im Jahr 1573 durch Hermann Hamelmann. Ein zur Leitung der Kirche eingesetztes Konsistorium versuchte mit Hilfe einer Visitationsordnung Lehre und Leben in den Gemeinden zu überwachen. 1590 wurde als erstes Buch in Oldenburg der Kleine Katechismus Martin Luthers auf Niederdeutsch gedruckt.
Von 1667 bis 1773 war das Gebiet unter dänischer Verwaltung. Danach kamen die Grafschaften Oldenburg und Delmenhorst durch Vertrag an das Hochstift Lübeck, das seit Anfang des 16. Jahrhunderts von Administratoren mit Sitz in Eutin verwaltet worden war. 1774 wurden die Fürstbischöfe zu Herzögen erhoben. 1803 wurde das Hochstift Lübeck säkularisiert und als weltliches Fürstentum Lübeck mit dem Herzogtum Oldenburg verbunden, das nunmehr aus zwei getrennten Gebieten bestand; später kam noch das Fürstentum Birkenfeld an der Nahe als weitere Exklave hinzu. 1810 bis 1814 war es französisch besetzt. Die Kirche im Herzogtum Oldenburg unterstand dem jeweiligen Herzog bzw. Großherzog von Oldenburg als summus episcopus.
Nach dem Ersten Weltkrieg und dem Wegfall des Landesherrlichen Kirchenregimentes nach Zusammenbruch der Monarchien in Deutschland entstand der Freistaat Oldenburg unter Beibehaltung seines dreigeteilten Gebiets.
Für die lutherischen Kirchengemeinden im Fürstentum Eutin war im 19. Jahrhundert die Regierung in Eutin Oberbehörde. Ihnen wurde im Rahmen eines Kirchenorganisationsgesetzes ein Selbstverwaltungsrecht gegeben. 1914 sah ein Verfassungsentwurf vor, die Eutiner Kirchengemeinden in die Oldenburgische Landeskirche einzugliedern. Es blieb bei dem Entwurf und Eutin weiter kirchlich von Oldenburg unabhängig. 1921 gab sich die Evangelisch-Lutherische Landeskirche des Landesteils Lübeck im Freistaat Oldenburg (später Evangelisch-Lutherische Landeskirche Eutin) eine Kirchenverfassung.
Im Fürstentum bzw. Landesteil Birkenfeld bestand schon von Anbeginn an eine eigenständige Birkenfelder Landeskirche, da eine Vereinigung mit der Oldenburgischen Landeskirche wegen konfessioneller Bedenken – in Birkenfeld gab es einige reformierte Gemeinden – nicht möglich war.
Die Evangelisch-Lutherische Kirche des Landesteils Oldenburg im Freistaat Oldenburg erhielt 1920 eine neue Verfassung. Danach stand an der Spitze der Landeskirche der Präsident des Oberkirchenrats, der 1934 den Titel „Bischof“ erhielt. Bis heute wird gelegentlich eine Fusion der Landeskirchen auf niedersächsischem Gebiet zu einer gemeinsamen Landeskirche ins Gespräch gebracht.
Frauen konnten 1955 in Oldenburg in ein „geistliche[s] Amt besonderer Art“ als Vikarinnen bzw. 1966 durch das Pastorinnengesetz als Gemeindepfarrerin ordiniert werden. Ohne Zölibatsklausel werden Frauen seit 1981 zu Pfarrerinnen ordiniert. Die Segnung gleichgeschlechtlicher Paare ist in der Evangelisch-Lutherischen Kirche in Oldenburg erlaubt. Im November 2018 beschloss die Synode der Landeskirche, dass künftig auch gleichgeschlechtliche Paare kirchlich getraut werden können. Der Oberkirchenrat wurde beauftragt, die „Ordnung der Trauung“ zu überarbeiten. Bischof Adomeit entschuldigte sich für Verletzungen, die homosexuelle Paare in der Vergangenheit dadurch erlitten, dass sie nicht getraut wurden.

## Leitung der Landeskirche
Es gibt vier kirchenleitende Organe der Ev.-Luth. Kirche in Oldenburg: der Bischof, die Synode, der Oberkirchenrat und der Gemeinsame Kirchenausschuss.

### Bischof
Der Bischof (bis 1934 Präsident des Oberkirchenrats, von 1640 bis 1853 Generalsuperintendent, davor Superintendent), der von der Synode gewählt wird, übt nach der Kirchenordnung als erster Pfarrer der Kirche durch Verkündigung und Seelsorge das Hirten- und Wächteramt aus. Er hat seinen Amtssitz in Oldenburg (Oldb). Bischofskirche der Ev.-Luth. Kirche in Oldenburg ist die St.-Lamberti-Kirche in Oldenburg (Oldb). Anders als in anderen evangelischen Landeskirchen ist die Amtszeit nicht begrenzt. Nach Vollendung seines 68. Lebensjahres tritt der Bischof in der Regel in den Ruhestand.

### Leitende Geistliche der Oldenburgischen Kirche
- 1573–1595: Hermann Hamelmann, Superintendent (Grafschaft Oldenburg)
- 1595–1599: Vakanz
- 1599–1603: Daniel Stange, Superintendent (Grafschaft Oldenburg)
- 1603–1609: Vakanz
- 1609–1637: Gottfried Schlüter, Superintendent (Grafschaft Oldenburg)
- 1637–1638: Anton Buscher, kommissarischer Superintendent (Grafschaft Oldenburg)
- 1638–1639: Gerhard Langhorst, kommissarischer Superintendent (Grafschaft Oldenburg)
- 1640–1651: Nikolaus Vismar, Generalsuperintendent
- 1651–1655: Vakanz?
- 1655–1657: Martin Strackerjan, Generalsuperintendent
- 1657–1667: Matthias Cadovius, Generalsuperintendent
- 1667–1680: Vakanz
- 1680–1686: Gregorius Michael, Generalsuperintendent
- 1686–1699: Nikolaus Alardus, Generalsuperintendent
- 1699–1701: Vakanz
- 1701–1709: Bonaventura Krahe, Generalsuperintendent
- 1709–1732: Caspar Bussing, Generalsuperintendent
- 1733–1750: Rudolf Ibbeken, Generalsuperintendent
- 1751–1775: Johann Adam Flessa, Generalsuperintendent
- 1776–1788: Gustav Ludwig Janson, Generalsuperintendent
- 1789–1801: Esdras Heinrich Mutzenbecher, Generalsuperintendent
- 1801–1805: Vakanz
- 1805–1831: Anton Georg Hollmann, Generalsuperintendent
- 1831–1836: Vakanz
- 1836–1853: Ernst Gottfried Adolf Böckel, Generalsuperintendent
- 1853–1879: Nicolaus Johann Ernst Nielsen, Erstes geistliches Mitglied des Oberkirchenrats; Justus Friedrich Runde, (juristischer) Präsident (Direktor) des Oberkirchenrats
- 1879–1904: Theodor Hansen, Erstes geistliches Mitglied des Oberkirchenrats; Martin Bernhard Schomann, (juristischer) Präsident des Oberkirchenrats
- 1904–1916: Theodor Hansen, Erstes geistliches Mitglied des Oberkirchenrats; Eugen von Finckh, (juristischer) Präsident des Oberkirchenrats
- 1920–1934: Heinrich Tilemann, Präsident des Oberkirchenrats
- 1934–1944: Johannes Volkers, Bischof
- 1945–1952: Wilhelm Stählin, Bischof
- 1952–1953: Bischofskrise:[13] gewählt, aber nicht eingeführt: Wilhelm Hahn
- 1954–1967: Gerhard Jacobi, Bischof
- 1967–1985: Hans-Heinrich Harms, Bischof
- 1985–1998: Wilhelm Sievers, Bischof
- 1998–2008: Peter Krug, Bischof
- 2008 – November 2017 (Rücktritt): Jan Janssen, Bischof
- November 2017 – Januar 2018: Jan Janssen, Vertreter im Bischofsamt
- Februar 2018 – September 2018 Thomas Adomeit, Vertreter im Bischofsamt[14], nebenamtlicher Oberkirchenrat[15]
- seit September 2018: Thomas Adomeit, Bischof[16]

### Synode
Die auf sechs Jahre gewählte Synode ist das oberste kirchenleitende Organ der Ev.-Luth. Kirche in Oldenburg und nimmt stellvertretend für die Gemeinden das geistliche und rechtliche Leben der Kirche wahr. Die 60 Synodenmitglieder, die Synodalen, werden überwiegend von den Kreissynoden gewählt, zum Teil aber auch vom Oberkirchenrat berufen. Ihre Vorsitzende ist die „Präsidentin der Synode“, derzeit Sabine Blütchen. Die Synode tagt normalerweise zweimal im Jahr. In der übrigen Zeit nimmt der Gemeinsame Kirchenausschuss die Verantwortung für grundsätzliche Entscheidungen der Kirche wahr. Der Vorsitz dieses Gremiums hat der Bischof inne, die Synodenpräsidentin ist seine Stellvertreterin. Dem Gremium gehören außerdem das Kollegium des Oberkirchenrats und weitere Synodale an.

### Oberkirchenrat

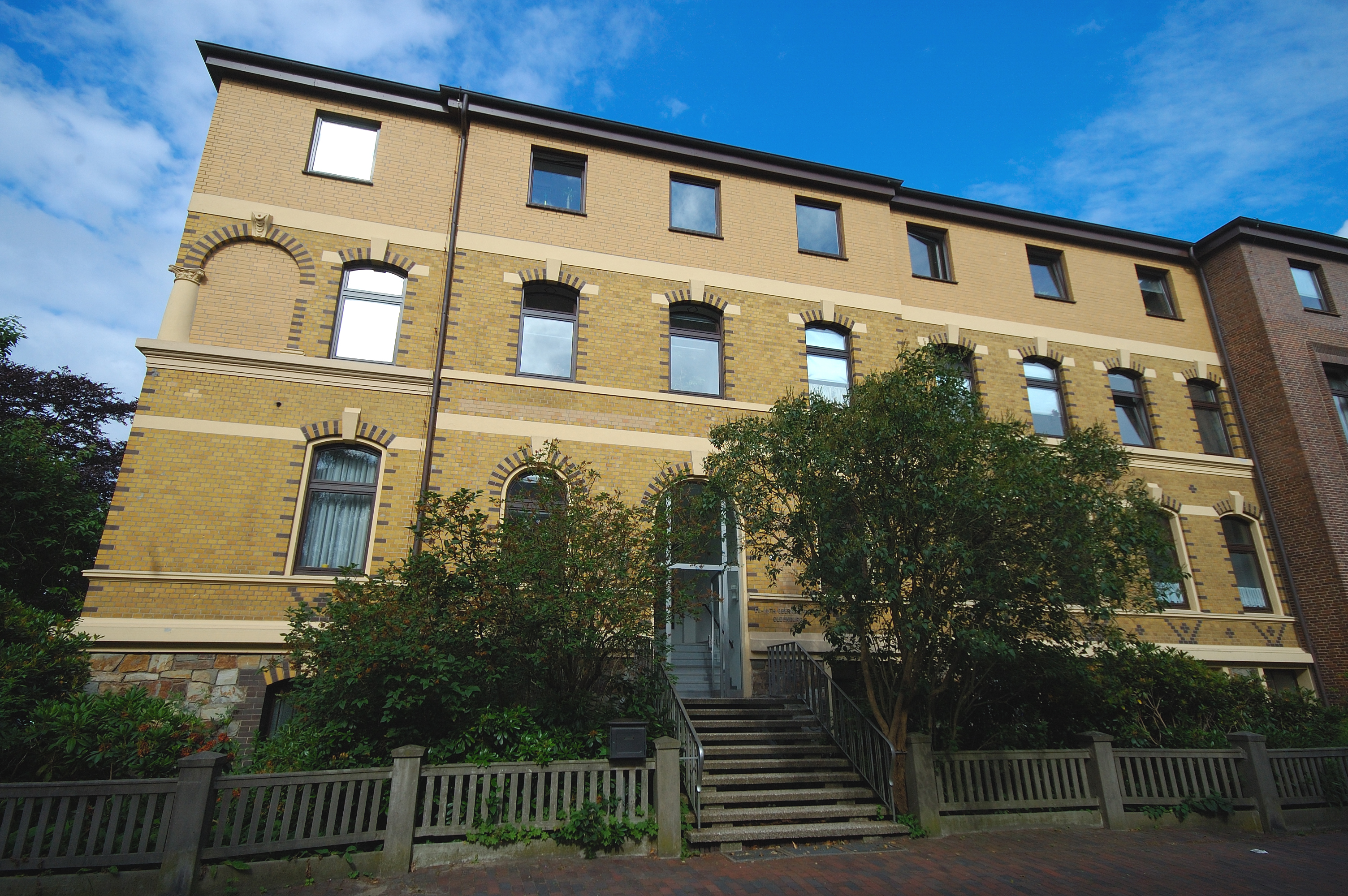
Dienstgebäude des Oberkirchenrats Oldenburg, Philosophenweg 1 (2006)

#### Grundsätzliches
Das Kollegialorgan Oberkirchenrat hat die Kirche im Auftrag der Synode zu leiten und zu verwalten. Ihm gehören neben dem Bischof als Vorsitzender des Oberkirchenrats weitere Mitglieder an, die den Titel „Oberkirchenrat“ oder „Oberkirchenrätin“ führen, womit der Begriff „Oberkirchenrat“ seine zweite Bedeutung hat. Bis zum 31. Oktober 2007 waren drei Oberkirchenräte bzw. Oberkirchenrätinnen Theologen bzw. Theologinnen. Mit dem Eintritt von Dietmar Pohlmann in den Ruhestand wurde ein Einsparbeschluss der 46. Synode umgesetzt und die freigewordene Leitungsstelle entfiel. Seitdem sind neben dem Bischof nur noch zwei Theologen bzw. Theologinnen als Oberkirchenräte bestellt. Ein weiterer Oberkirchenrat bzw. eine weitere Oberkirchenrätin hat eine juristische Ausbildung. Ebenso wie der Bischof werden auch die Oberkirchenräte und Oberkirchenrätinnen von der Synode gewählt. Dabei machte die Synode bei den letzten Wahlen von einer Ausnahmeregelung des Oberkirchenratsgesetzes Gebrauch und wählte die theologischen Oberkirchenräte für eine Amtszeit von 10 Jahren, wobei Wiederwahl möglich ist. Das juristische Mitglied wird hingegen wie der Bischof bzw. die Bischöfin auf Lebenszeit (d. h. bis zur Pensionierung) gewählt.
Das Kollegium des Oberkirchenrates vertritt die Evangelisch-Lutherische Kirche in allen Rechtsangelegenheiten. Dabei handelt der Bischof in seiner Funktion als Vorsitzender des Oberkirchenrates für das Kollegium. Urkunden mit Rechtswirkung nach außen und Vollmachten dürfen nur vom Bischof oder von seinem Vertreter bzw. seiner Vertreterin in Verwaltungsangelegenheiten, dem juristischen Mitglied des Oberkirchenrates gezeichnet und gesiegelt werden, dazu zählen insbesondere kirchenbeamtenrechtliche und pfarrdienstrechtliche Urkunden. In theologischen Fragen wird der Bischof als Vorsitzender des Oberkirchenrates vom dienstältesten theologischen Mitglied vertreten.
Das Kollegium des Oberkirchenrats arbeitet zusammen mit den Mitarbeiterinnen und Mitarbeitern der Landeskirche in der Verwaltungsbehörde „Oberkirchenrat“, womit der Begriff „Oberkirchenrat“ seine dritte Bedeutung erhält.

#### Besetzung
Zurzeit (Stand 11/2024) besteht das Kollegium des Oberkirchenrates aus folgenden Personen:
- Bischof Thomas Adomeit[22]
- Oberkirchenrätin Gudrun Mawick (Amtszeit 2019 bis 2029)[23]
- Oberkirchenrat Sebastian Groß (Amtszeit 2023 bis 2026)[24]
- Oberkirchenrat Udo Heinen (Amtszeit 2023 bis 2026)[24]
- Oberkirchenrat Lars Dede (Amtszeit seit 1. November 2024)

#### Befristung
Zurzeit sind die Stellen der Mitglieder des Kollegiums des Oberkirchenrates unterschiedlich ausgestaltet. Während das Bischofsamt sowie das Amt des juristischen Oberkirchenrates bzw. der juristischen Oberkirchenrätin als Kirchenbeamtenstelle auf Lebenszeit ausgestaltet sind, sind die beiden weiteren theologischen Mitgliedes Oberkirchenrates in ein Kirchenbeamtenverhältnis auf Zeit für die Dauer von 10 Jahren berufen. Die Regelung ist zwar als Ausnahme gedacht, wurde seit 2001 für die theologischen Mitglieder des Oberkirchenrates jedoch regelmäßig bei allen folgenden Wahlen angewandt.
Mit seinem Rücktritt vom Bischofsamt warf Jan Janssen die Frage der Befristung auch für das Bischofsamt auf. Die 48. Synode beauftragte daraufhin den Oberkirchenrat, bis zur 7. Tagung der 49. Synode (Mai 2023) ein Kirchengesetz zu dieser Frage sowohl bezogen auf das Bischofsamt als auch das Oberkirchenratsamt der Synode vorzulegen. Damit bleibt es bei der Wahl seines Nachfolgers Adomeits bei einer unbefristeten Berufung, da sich die zukünftige Regelung erst für die darauffolgende Wahl auswirken kann.

## Verwaltungsstruktur

### Verwaltungsebenen
Die Landeskirche ist von unten nach oben wie folgt aufgebaut:
- An der Basis stehen die Kirchengemeinden als Körperschaften des öffentlichen Rechts mit gewählten Kirchenvorständen, den „Gemeindekirchenräten“ und den Pfarrern oder Pfarrerinnen. Die Gemeindekirchenräte werden von den Gemeindegliedern gewählt.
- Mehrere Kirchengemeinden bilden zusammen einen „Kirchenkreis“, an dessen Spitze ein Kreispfarrer oder eine Kreispfarrerin steht. Die Kirchenkreise sind ebenfalls Körperschaften des öffentlichen Rechts und haben als Gremien die Kreissynode mit einem Kreiskirchenrat. Die Mitglieder der Kreissynode werden von den jeweiligen Gemeindekirchenräten der Kirchengemeinden des Kirchenkreises gewählt.
- Die 116 Kirchengemeinden in den sechs Kirchenkreisen bilden zusammen die Landeskirche, die „Ev.-luth. Kirche in Oldenburg“. Eine mittlere Verwaltungs- und Leitungsebene gibt es in der Ev.-Luth. Kirche in Oldenburg nicht.

Seit dem 1. Januar 2008 bedienen sich sämtliche Verwaltungsebenen der Landeskirche, also Oberkirchenrat, Kirchenkreise und Kirchengemeinden der durch Kirchengesetz vom 16. November 2007 eingerichteten sog. Gemeinsamen Kirchenverwaltung, die in eine zentrale Dienststelle sowie fünf regionale, in den Kirchenkreisen gelegenen Dienststellen gegliedert ist. Die oldenburgische Kirche versucht, in ihrer Rechtsordnung auch den staatlichen Grundsatz der Gewaltenteilung organisatorisch abzubilden. Daher bedient sich der Oberkirchenrat nur für die Eigenverwaltung der Gemeinsamen Kirchenverwaltung, für die Bereiche der kirchlichen Aufsicht sowie der kirchlichen Rechnungsprüfung greift der Oberkirchenrat auf organisatorisch eigenständig ausgeprägte Organisationseinheiten auf eigener kirchengesetzlicher Grundlage zurück. Anzumerken ist insoweit, dass erst im Zuge der Verwaltungsstrukturreform auch synodal eine Trennung vorgenommen und ein eigener Rechnungsprüfungsausschuss berufen wurde. Bis dahin hat der Finanzausschuss sowohl die Haushaltsplanung, Beschlussvorbehalte während der laufenden Haushaltsausführung (z. B. Aufhebung von Sperrvermerken) als auch die Entlastungsempfehlung an die Synode vorgenommen.

### Kirchenkreise
Bis vor einigen Jahren gab es noch 14 Kirchenkreise. Ehemalige Kirchenkreise waren z. B. Brake, Elsfleth, Ganderkesee und Wildeshausen. Durch Zusammenschluss und Neuorganisation wurde die Zahl seit 2007 auf sechs Kirchenkreise reduziert:
- Ammerland
- Delmenhorst/Oldenburg Land
- Friesland-Wilhelmshaven
- Oldenburger Münsterland
- Oldenburg Stadt
- Wesermarsch

### Kirchengemeinden
Die 110 Kirchengemeinden sind in Größe und Struktur sehr unterschiedlich. So gehören der Kirchengemeinde Wulfenau im Kirchenkreis Vechta 139 Gemeindeglieder an, der Kirchengemeinde Osternburg im Kirchenkreis Oldenburg-Stadt 24.110. Die Kirchengemeinden unterhalten für den unmittelbaren örtlichen Kontakt Kirchenbüros als Anlaufstellen.

## Finanzen
Der Etat der Evangelisch-Lutherischen Kirche in Oldenburg umfasst im Jahr 2016 90,2 Millionen Euro. Für 2016 wurde mit einer Einnahme von rd. 73,5 Millionen Euro aus Kirchensteuern gerechnet. Die Rücklagen der Kirche betragen Ende 2014 rd. 143,9 Millionen Euro. Für das Jahr 2017 wuchs der Etat geringfügig auf 91 Millionen Euro. Erstmals wurde zur Herbsttagung der Synode im November 2016 mit der Umstellung der Haushaltsführung von der Kameralistik auf die Doppik eine Eröffnungsbilanz vorgestellt, die eine Bilanzsumme von 330.130.067,84 € ausweist. Die Oldenburgische Kirche verfügt Ende 2016 über einen Rücklagenbestand von rd. 143 Mio. €, von denen 3,3 Mio. € frei verfügbar sind.
Schwerpunktmäßig erfolgen Ausgaben für:
- Pfarrdienst und Religionsunterricht
- allgemeine Gemeindearbeit und übergemeindliche Arbeit mit Kindern und Jugendlichen, Kirchenmusik
- Kindertagesstätten
- diakonische Arbeit einschließlich der Diakoniestationen
- Krankenhausseelsorge, Urlauberseelsorge, Telefonseelsorge, Gefangenenseelsorge
- Bildungsarbeit
- Ökumene und Weltmission
- Unterhaltung und Pflege kirchlicher Gebäude[39]

Das Diakonische Werk Oldenburg hat 2010 für drei seiner Altenheime Insolvenz angemeldet. Als Grund wurden die niedrigen Pflegesätze in Niedersachsen angeführt. Diese seien die niedrigsten in Westdeutschland und lägen 9 Prozent unter dem Bundesdurchschnitt. Zudem würde mehr als die Hälfte der niedersächsischen Altenheime von privaten Anbietern betrieben. Diese zahlten ihren Mitarbeitern bis zu 35 Prozent unter dem Tariflohn. Die Evangelisch-Lutherische Kirche in Oldenburg könne in dieser Situation angesichts ihrer eigenen prekären Finanzlage keine weiteren Zuschüsse geben. Die Altenheime werden inzwischen weiterhin als Einrichtungen der Diakonie fortgeführt, nachdem über das Insolvenzverfahren die Mitarbeitenden dazu veranlasst wurden, neue Arbeitsverträge zu unterschreiben, in denen sie insbesondere auf die kirchlichen Zusatzversorgungsleistungen und andere Gehaltsbestandteile verzichteten. Die Geschäftsführung war von diesen Maßnahmen nicht betroffen.
Für Aufsehen sorgte 2008 die Meldung, dass die Evangelische Landeskirche Oldenburg 4,3 Millionen Euro von ihren Rücklagen bei der Bank „Lehman Brothers“ angelegt hatte, die mit dem Konkurs der Bank am 15. September 2008 als verloren gelten müssen. Allerdings stellte Thomas Begrich, Leiter der Finanzabteilung der EKD, im Mai 2009 fest: „Es ist purer Zufall, dass wir keine Lehman-Zertifikate hatten“. Denn viele Landeskirchen investieren auf dem Kapitalmarkt, um ihre Rendite zu steigern. Die Evangelisch-Lutherische Kirche in Oldenburg hatte seit Mitte 2005 Geld bei Lehman Brothers angelegt.
Im „Deutschen Pfarrerblatt“ mahnte Andreas Dreyer: „Bedauerlicherweise gelingt es […] vor allem anderen beiden Kirchen in ihren Denkschriften nicht, in ihren sog. Sozialworten auch ihr eigenes Handeln kritisch zu hinterfragen bzw. eine Theorie ihres eigenen Wirtschaftens zu entwerfen; die Gesellschaft bzw. die Wirtschaft wird stets als ein Gegenüber scheinobjektiviert, das man als Kirche vollmundig kritisieren zu dürfen meint, ohne einmal selbstkritisch das ‚Wirtschaften‘ mit den eigenen Finanzen zu reflektieren und auch die eigene Eingebundenheit in das System zuzugestehen.“
Zehn Jahre nach den Verlusten erklärte die für Finanzen zuständige Oberkirchenrätin Susanne Teichmanis, dass ein Verlust wie 2008 aufgrund des erheblich ausgeweiteten internen Kontrollsystems und neuer, besonders auf Sicherheit bedachter Anlagekriterien ausgeschlossen sei, zumal das Vermögen der Kirche nun auf mehrere Banken verteilt sei.

## Gemeinsame Einrichtungen mit der Konföderation evangelischer Kirchen in Niedersachsen
Gemeinsam mit anderen Kirchen in Niedersachsen werden von der Landeskirche Oldenburg die Evangelische Erwachsenenbildung Niedersachsen (EEB), das Dorfhelferinnenwerk Niedersachsen sowie der Kirchliche Dienst in Polizei und Zoll der Konföderation evangelischer Kirchen in Niedersachsen getragen. Die Einrichtungen sind dem Haus kirchlicher Dienste der hannoverschen Landeskirche zugeordnet. Unter dem Dach der Konföderation der evangelischen Kirchen in Niedersachsen betreibt die Ev. – Luth. Kirche in Oldenburg gemeinsam mit der Evangelisch-lutherischen Landeskirche Hannovers ein Predigerseminar und Pastoralkolleg. Als gemeinsame Einrichtung der Konföderation betreiben die vier lutherischen Kirchen in Niedersachsen, zu denen Oldenburg gehört, auch ein Prüfungsamt für die Abnahme der 1. und 2. theologischen Prüfung. Die reformierte Kirche ist hieran aus konfessionellen Gründen nicht beteiligt. Die Ev. – Luth. Kirche in Oldenburg ist außerdem gemeinsam mit der Ev. – luth. Landeskirche in Braunschweig sowie der Ev. – luth. Landeskirche Hannovers auch an der Arbeits- und Dienstrechtlichen Kommission beteiligt, die der Setzung kirchenlichen Arbeitsrechtes für den Bereich der beteiligten Kirchen im sog. „Dritten Weg“ dient.

## Gesangbücher
- Oldenburgisches Gesang-Buch Darinnen Alte und neue jedoch insgesammt auff lauter bekandte Melodeyen abgefassete geistreiche Lieder zu finden. Oldenburg 1690.[50]
- Gesangbuch zur öffentlichen und häuslichen Andacht für das Herzogthum Oldenburg, Nebst einem Anhange von Gebeten. Oldenburg 1791.[51]
- Gesangbuch zur öffentlichen und häuslichen Andacht für das Herzogthum Oldenburg, Nebst einem Anhange von Gebeten. Zweyte Auflage. Gedruckt bey Gerhard Stalling, privil. Buchdrucker, Oldenburg 1792[52][53] (mit dieser Auflagen- und Erscheinungsjahrbezeichnung nach- bzw. neugedruckt. - Spätere Drucke sind in Typografie[54] und Layout verändert).
- Gesangbuch für die evangelisch-lutherischen Gemeinden des Herzogtums Oldenburg. Stalling, Oldenburg 1868, bis zum 1. Weltkrieg 29. Auflagen nachweisbar.[55]
- Gesangbuch für die evangelisch-lutherischen Gemeinden der oldenburgischen Landeskirche. Stalling, Oldenburg i. O. (Ohne Jahresangabe Ende 1922 zur Erprobung in einzelnen Kirchengemeinden erschienen; eingeführt am 1. Januar 1925, bis ca. 1930 ohne Jahresangabe leicht verändert nachgedruckt; durchgesehene Ausgaben: 2.1932, 3.1936, 4.1938).
- Evangelisches Kirchengesangbuch – Ausgabe für die evangelisch-lutherischen Kirchen Niedersachsens, Oldenburg. Stalling, Oldenburg (Oldb) 1951 bis 1983; Lutherisches Verlagshaus, Hannover 1987.
- Evangelisches Gesangbuch – Ausgabe für die Evangelisch-Lutherischen Kirchen in Niedersachsen und für die Bremische Evangelische Kirche. Hannover/Göttingen, eingeführt im Advent 1994, ISBN 3-87706-437-X.